# جزیره شخصی

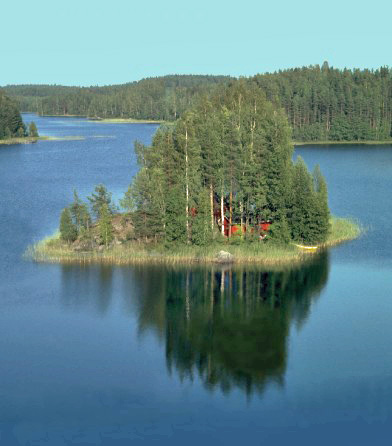
یک جزیره خصوصی با یک کلبه تابستانی در لکلندبای فنلاندی، فنلاند

یک جزیره خصوصی بخشی جدا از یک سرزمین می‌باشد که تحت مالکیت یک شهروند یا شرکت خصوصی می‌باشد. گرچه مالکیت این جزیره در انحصار یک فرد یا شرکت است اما اراضی این جزیره‌ها همچنان تحت حاکمیت دولت ملی یا محلی می‌باشد. اما در بعضی موارد اگر فرد خریدار فرد ثروتمندی باشد حاکمیت به دست آن فرد می‌افتد.
زندگی در جزیره‌ای خصوصی برای بسیاری از افراد رؤیایی محال به‌حساب می‌آید، اما واقعیت این است که برخی جزایر در دنیا خرید و فروش می‌شود و هستند ثروتمندانی که به‌خاطر زندگی در یک جزیره خصوصی حاضرند چند میلیون دلار هزینه کنند.
این جزایر عموماً کوچک هستند و امکانات زیادی با ظرفیت محدود در آنها تدارک دیده شده است. برخی باوجود داشتن مالک خصوصی اما به‌صورت هفته‌ای یا شبانه‌روزی با قیمت‌های بسیار زیاد اجاره داده می‌شود. سرسبزی و سواحل نیلگون ازجمله مهم‌ترین ویژگی‌های این جزایر است که از دریای کارائیب تا سواحل استرالیا و مالدیو پراکنده هستند.
برخی از این جزایر امکانات فوق‌لوکس دارند و با وجود تعداد محدود گردشگر، درآمد بسیار قابل‌توجهی دارند.
بازیگران و فوتبالیست‌های مطرح دنیا و سایر ثروتمندان ازجمله مشتریان این جزایر هستند که نقش قابل‌توجهی در گردش چرخ این نوع گردشگری دارند و درآمدهای زیادی را برای افرادی که در این جزایر خدمات می‌دهند فراهم می‌کند.